# Primera Cumbre BRIC 2009
La Primera Reunión-cumbre del BRIC (en portugués primeira cúpula do BRIC) fue realizada el 16 de junio de 2009, en la ciudad de Ekaterimburgo, en Rusia. Los jefes de Estado de los cuatro integrantes del grupo, (Brasil, Rusia, India, y China), comparecieron en el evento.

## Objetivos

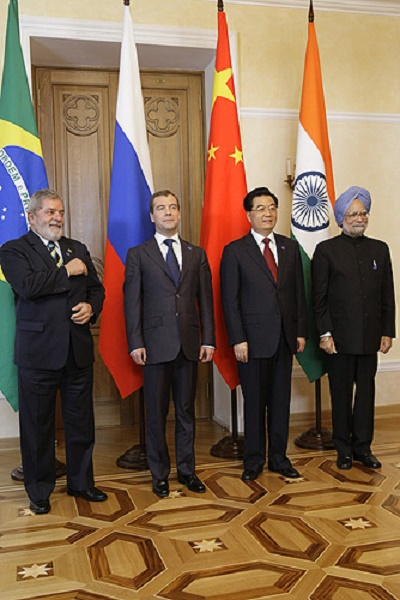
Jefes de Estado de los países del BRIC.

Más informaciones: Crisis alimentaria mundial (2007-2008), Crisis económica de 2008-2013, Calentamiento global.
El objetivo principal de esta cumbre fue el de reforzar la posición de estos cuatro países a nivel del mundo todo, y principalmente frente al G-20 (que en septiembre de 2009 realizaba su reunión anual en Pittsburgh, en Estados Unidos) así como frente al G-8 (que en julio de 2009 realizaba su cumbre anual en L'Aquila, en Italia).

Las economías emergentes y en desarrollo deben tener más voz y representación en el seno de las instituciones financieras internacionales, donde sus líderes y directores deberían ser designados por medio de procedimientos selectivos abiertos, transparentes, y basados mucho más en la capacitación técnico-práctica de los candidatos.

Además de lo señalado, el grupo puede ayudar a impulsar una construcción económica mucho más afirmada en la democracia, con bases sólidas y reguladas, clamando por la reapertura de las negociaciones de la llamada Ronda de Doha. Además, también puede dar apoyo a los países pobres en diferentes ámbitos, y particularmente en cuanto a las energías renovables.
En declaración anexa sobre seguridad alimentaria, los BRICs defienden los mecanismos de transferencia tecnológica, en cuanto a la producción de biocombustibles y respecto del desarrollo técnico de la producción agrícola.
El énfasis mayor en relación con los asuntos tratados, indudablemente fue ubicado en la reforma del sistema financiero mundial. El comunicado final del encuentro, aporta sin embargo pocos datos específicos, ya que por ejemplo no menciona la creación de una moneda de reserva supranacional para diluir o reducir el dominio del dólar estadounidense, idea que ciertamente Rusia intenta promover fuertemente.

## Líderes participantes en la conferencia

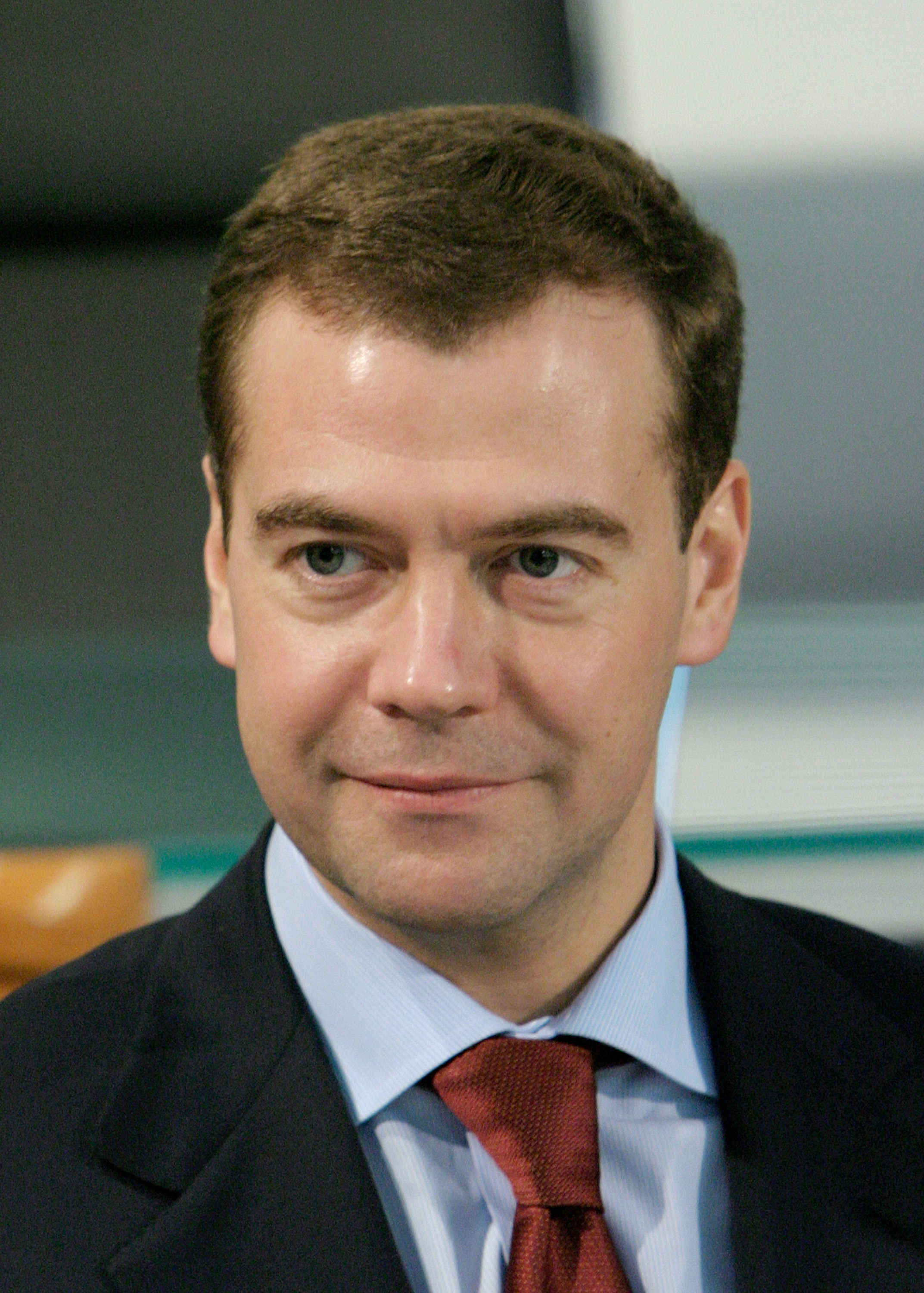
Dmitri Medvédev, Presidente de Rusia.
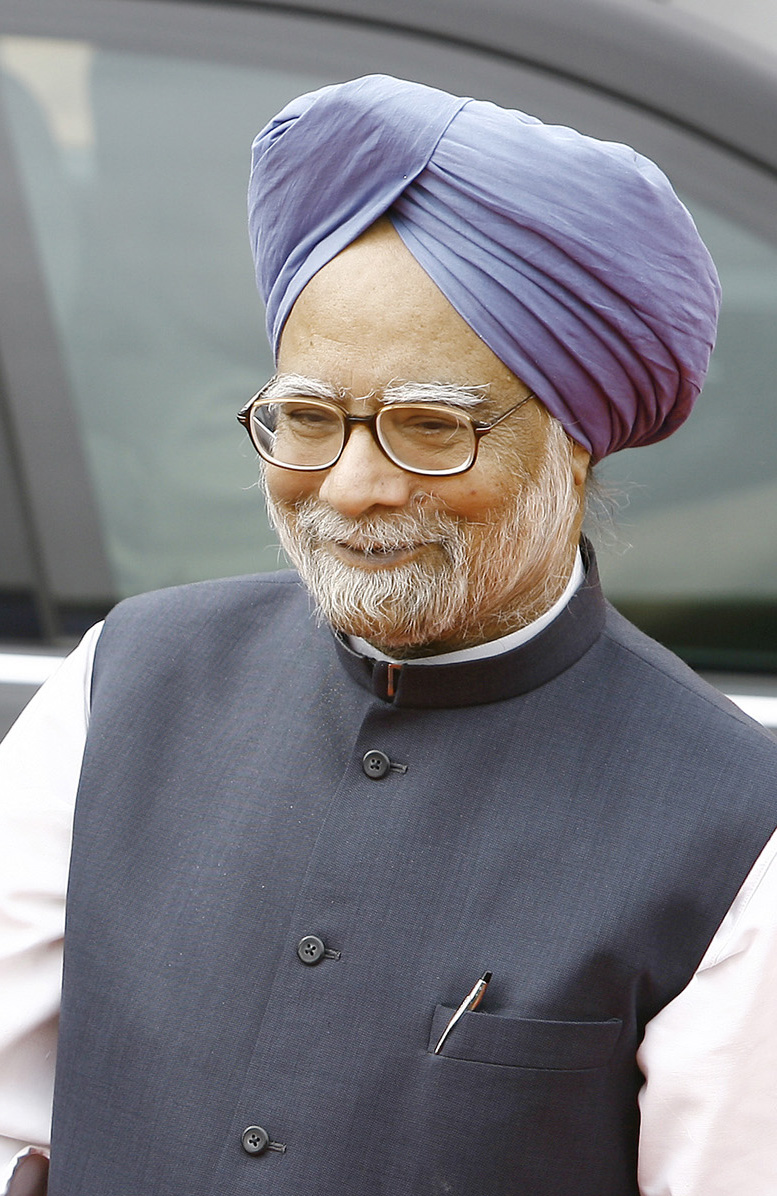
Manmohan Singh, Primer-ministro de India.
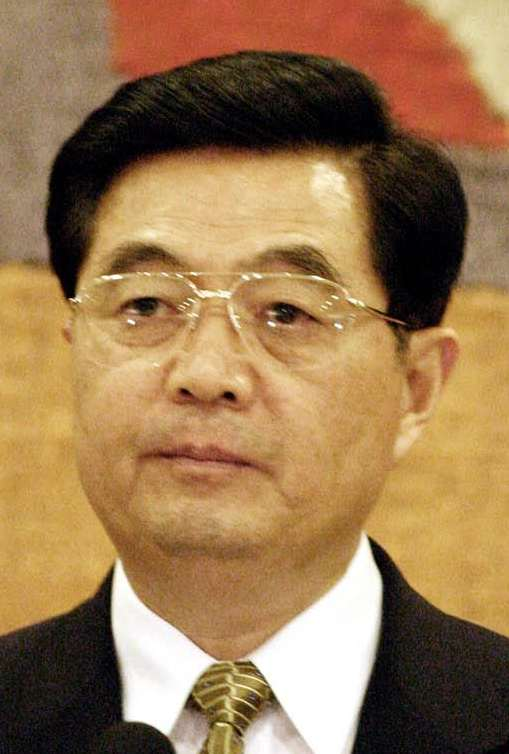
Hu Jintao, Presidente de China.